# Sutatenza
Sutatenza es un municipio colombiano, ubicado en la provincia del oriente del Departamento de Boyacá, a una distancia de 118 km de la ciudad de Tunja, la capital del departamento.

## Toponimia
El nombre de Sutatenza es de origen chibcha, Suta - bajar y Tenza - Tenzucá, significa en lengua indígena «soberano» y «bajar» respectivamente; es decir "Bajada a la casa del Cacique", o "Detrás del Boquerón", cita en la monografía del Magisterio de Sutatenza con ocasión del bicentenario del municipio, página 19. Sutatenza se considera un nombre “Fisiotopónimo”, referido a rasgos de la naturaleza.

## Historia

### Época muisca
La región del Valle de Tenza es "cuna de zaques y centros político-religiosos del gran imperio Muisca. Fue escenario de dinámicas culturas que culminaron antes de la conquista, en organizaciones de cacicazgos y capitanías que recibieron a los españoles, para ser finalmente organizados en encomiendas y resguardos, cuya influencia perduró con el paso de los años, en las costumbres y el mestizaje del campesino valletenzano. Las minas fueron, en los primeros años de conquista, un foco de atracción para los foráneos y su explotación se vio favorecida por las bondades del clima, la disponibilidad de mano de obra y la fertilidad de la tierra, factores que convirtieron al Valle de Tenza en un lugar preferido de la colonización europea. A mediados del siglo XVI se montaron en el bajo Valle de Tenza los primeros ingenios de caña de azúcar. Estas dos circunstancias originaron una fuerte presión sobre las tierras desde los primeros años del periodo Colonial y a la vez un rápido mestizaje que superaba a todas las demás regiones del altiplano cundiboyacense. Así, según el censo realizado por el visitador Angulo Cartejón, en 1562, el 93% de la población del bajo Valle de Tenza era mestiza.
El mito chibcha de la creación del mundo sucedió en parte en este espacio geográfico de Boyacá, al principio todo era caos y oscuridad, solo existían los caciques de Sogamoso y su sobrino el de Ramiriquí, quienes para poblar la tierra hicieron a los hombres de barro y a las mujeres de hierba hueca.
El cacique de Sogamoso ordenó a su sobrino el de Ramiriquí, que subiese al cielo y alumbrara al mundo, y así lo hizo, pero viendo que la noche seguía sumida en la oscuridad, el mismo Sogamoso subió al cielo y se convirtió en luna. A partir de ahí brotó la tierra y fue el comienzo de un gran imperio.
Bochica, anunció que mucho después de su llegada vendría un redentor que llevaría al pueblo Muisca a un mejor bienestar espiritual y material, el cual nacería de una princesa chibcha virgen, la que sería fecundada directamente por los rayos del sol. La profecía se cumplió muchos años después en una población no lejana, Guachetá y el redentor anunciado se llamó Goranchacha, que quiere decir "Dios hecho carne". Cuando cumplió la mayoría de edad se trasladó a Ramiriquí y en compañía de Fonsaque se dedicó a renovar el culto, consagró el abrigo rocoso de la Guacamaya en el templo sagrado "Baganique", dedicado al sol y fundó un centro de formación de altos estudios religiosos y administrativos. En este sitio siguieron desarrollándose rituales hasta la llegada de los conquistadores. Goranchacha, viendo que el Valle de Baganique no era un lugar militarmente estratégico decidió trasladar la capital a un sitio más alto. Para este menester delegó a Suncanua nacido en Ramiriquí, el cual escogió el sitio donde hoy se encuentra Tunja a donde se trasladó la capital de los Zaques; desde entonces, Ramiriquí dejó de tener importancia administrativa, pero conservó la importancia religiosa hasta la llegada de Hernán Vanegas, en 1541, quien quemó y saqueó el templo de Baganique y los tesoros de la cueva de la Guacamaya.
Cada pueblo Muisca tenía como líder a un cacique y se dividía en capitanías llamadas "Utas" o "Sybyn" de acuerdo con su tamaño. Cada capitanía ocupaba una aldea bajo el mando de un capitán y se caracterizaba por sus actividades económicas especializadas, tales como la producción de textiles, la alfarería y la orfebrería. Los capitanes, así como los caciques heredaban su cargo por línea matrilineal y tenían derecho exclusivo al uso de ciertas prendas (por ejemplo mantas coloradas) y a ser alimentados por la comunidad. En tiempo de siembra y de cosecha, los caciques y capitanes recibían tributo de los miembros de su comunidad. La agricultura fue una de las principales actividades de los pueblos indígenas del valle de Tenza, destacándose los cultivos de maíz, turmas o papas (Solanum tuberosum), frutales (aguacate, chirimoya, guayaba, naranja, piña, papaya), legumbres, hayo (coca), algodón, yuca, batata (malanga), ahuyama, ají. La provincia de los Teguas además proveía maní, miel de abejas y pescado. El maíz, el hayo y el algodón fueron los principales productos de comercio e intercambio entre los poblados del Bajo y Alto Valle de Tenza.
En el bajo Valle de Tenza, además se destacó la práctica del tejido en algodón con las cuales se hilaban mantas "chingas y de la marca" (utilizadas para el pago de contrataciones, tributos, compras e intercambios). La relación entre las diferentes comunidades del Valle de Tenza era en general pacífica y estaba fortalecida por vínculos de exogamia entre muchas de ellas; la participación en los mercados, por ejemplo, estaba abierta a todas las comunidades. Los conflictos armados entre los Muiscas generalmente se iniciaban debido al interés de una confederación en expandir su dominio territorial o aumentar su prestigio; en consecuencia, los conflictos bélicos terminaban con el desplazamiento territorial de las comunidades perdedoras, o en su incorporación a la confederación triunfante. En efecto, según los cronistas, el momento de la conquista coincidió con movimientos indígenas expansionistas por parte de los dos cacicazgos principales del altiplano, el Zaque de Tunja y el Zipa de Bacatá. Este hecho radicalizaba las fronteras entre las dos fuerzas, como la que hoy conforma el límite entre Cundinamarca y Boyacá, en el Valle de Tenza.

### La conquista del Valle de Tenza
A la llegada de los españoles, una población estaba organizada en la región del Valle de Tenza mediante un sistema político jerarquizado, en el que existían especialistas, políticos y artesanos de tiempo completo, así como mercados regulares. En estos mercados no solamente se realizaban transacciones económicas; los caciques participaban activamente en ellos y acudían para "dar respeto" a los líderes políticos de mayor importancia, participar en ceremonias religiosas y reforzar pactos de alianza.
El Cacique Turmequé, tenía a su cargo la plaza de armas y fronteras con los Bacataes, por ello estaban sujetos a Turmequé los cacicazgos de Somondoco con 12 capitanías, Guateque con 3 capitanías, Sutatenza con 5 capitanías, Tenza con 7 capitanías, Garagoa con 7 capitanías, Ubeita con 6 capitanías y Súnuba con 4 capitanías. Al tomar posesión del cercado del Zipa, el 20 de abril de 1537, Quesada tuvo conocimiento de la existencia de unas minas de esmeraldas que explotaba el cacique Sumindoco. Marcharon en busca del mineral tan anhelado, pasaron por Guatavita, Sesquilé y Chocontá, el 9 de junio de 1537. De este caserío se dirigieron a la conquista del Valle de Tenza. Los expedicionarios abandonaron Chocontá y se dirigieron al cacicazgo de Turmequé; a su llegada el 20 de julio de 1537, fueron tan bien recibidos que incluso creyéndoles dioses les tributaron culto. Los españoles lo denominaron Valle de las Trompetas, por cuatro que hicieron sus pobladores de unas pailas viejas.
Enviando al Capitán Fernández Valenzuela a inspeccionar las minas, este regresó con algunas esmeraldas y con noticias de que desde allí se divisaban los llanos de San Juan (Llanos Orientales). Inmediatamente salieron de Turmequé y pasando por Icabuco (hoy veredas de Altamisal, Boquerón, Pavas, Molino y Chuscal del municipio de Umbita), entraron al Valle de Timisuca (habitado por los poblados de Chiramita, Ubeita y Guaneca), acampando en Garagoa. Allí se comisionó al capitán Juan de San Martín para que buscara un paso a los llanos. Llegó San Martín al poblado de los Teguas en el Lengupá, última capitanía Muisca (territorio político administrativo del Cacicazgo de Guanatá), donde los torrentosos ríos Upía y Lengupá les impidieron su avance hacia los llanos. Luego de veinte penosos días regresó San Martín a Garagoa.
Son numerosos los pueblos indígenas reseñados en el Valle de Tenza por los españoles, algunos de los cuales prevalecieron hasta la colonia como encomiendas y aún hoy permanecen como nombres de municipios, veredas o sitios. Entre ellos se han podido consignar, Alto Valle de Tenza, Baganique, Icabuco, Sutamanga (Suta), Piranguatá, Chiguatá, Furaquira, Soconsaque, Pachaquira, Tibaná, Chiriví, Rique, Boyacá, Rupaguatá, Piranguata, Viracachá, Juyasía, Ramiriquí, Turmequé y Ciénaga. Bajo Valle de Tenza, Chiramita, Ubeita, Tenisuca y Guaneca, cerca de Garagoa; Gacha, Súnuba, Ruisui y Jçucanzá cerca de Sutatenza; Quinchagoches, colinas y Guacomas cerca de Somondoco y Teguas hoy Campohermoso.

### Virreinato
Las primeras leyes de sometimiento y de organización territorial emanadas de la Corona Española se basaron en la constitución de la Encomienda, que consistía en el pago que la Corona Española hacía al Conquistador por su labor y entregaba a este un número de pueblos indígenas, quienes debían pagarle un determinado tributo, del cual un porcentaje iba a la Corona, otro al pago de curas doctrineros y construcción de capillas para la evangelización de los indios y el porcentaje mayor lo tomaba el encomendero. De esta forma, fueron varios los encomenderos que pasaron por la región del Valle de Tenza, se conoce, por ejemplo, que hasta 1601, los encomenderos habían sido Alonso Domínguez, Diego García Pacheco, Luís de Sanabria, Pedro Gómez, Villalobos, Pineda, el Capitán Gonzalo Suárez, Cristóbal de Roa y Don Juan de Zárate. En Somondoco fueron Don Luís de Monsalve, Don Francisco Maldonado y Don Rodrigo Maldonado de Mendoza.
En 1621 el encomendero de Guateque era Luís Cabeza de Vaca. Paralela a la institución de la Encomienda existió otra, el Resguardo, que consistió en la delimitación territorial de los terrenos que le correspondían a cada cacique y su gente. Al interior del mismo debían constituirse en forma de aldea, alrededor de la iglesia doctrinera, las viviendas de todos los indígenas al mando de un cacique. A estos semi-cascos urbanos y sus tierras aledañas, se les constituyó en Pueblos de Indios que tenían su legislación propia y se gobernaban a través de cabildos indígenas, etc. De esta manera era más fácil su dominio y el cobro de tributos, pero a la vez se les "resguardaba" y protegía ante las inclemencias sociales del dominio español.
Los primeros resguardos que se delimitaron en el Valle de Tenza fueron los de Boyacá, Ramiriquí, Tibaná, Turmequé, Viracachá y Somondoco, en 1604, con la visita de Luís Enríquez. Durante esta misma visita los indios de Guateque fueron enviados para Sutatenza, hecho que generó una gran disputa y resistencia negándose la mayoría de ellos al traslado. De igual forma, a los indígenas de Chiramita, Ubeita y Guaneca los trasladaron para Garagoa y a los Quinchagoches, Colimas, Guacomas y Súnubas los agregaron a Somondoco (parece que con más éxito) razón por la cual desaparecieron como pueblos.
A finales del siglo XVI, empezaron las políticas de agregación de pueblos indígenas con la intención de liberar tierras para mestizos y blancos. Esta política tuvo su más fuerte empuje a finales de la época virreinal (1775 - 1778)  con las políticas borbónicas, época en que se vendieron la mayoría de las tierras de Resguardo de Boyacá. En esta región la ejecución de la Ley estuvo a cargo de José M. Campuzano y Lanz, bajo el mandato de Francisco Antonio Moreno y Escandón. Los antiguos pueblos de indios y sus resguardos se fueron erigiendo en "parroquias de blancos", fechas que por lo general se consideran como las de fundación.
En los primeros años de la República de Colombia, se disolvieron los últimos resguardos que quedaban en la región y posteriormente éstos fueron repartidos y de manera individual entre sus miembros. Parece ser que en esta región las tierras que se liberaban por la abolición de resguardos eran compradas por varios "vecinos", más que por una sola persona, como fue el caso generalizado en el Valle de Sogamoso y Tundama (Duitama) Este hecho unido a su mayor mestizaje desde épocas tempranas que implicaba la presión de varias familias sobre tierras y las posteriores subdivisiones por razones de herencia, hacen que la zona sea tradicionalmente de pequeños fundos. Existen algunas zonas como lo que hoy constituyen los municipios de Chinavita, Santa María, San Luís de Gaceno y Campo Hermoso que se apartan un poco de este común denominador minifundista, quizás porque sus tierras, más aptas para la ganadería, eran más apetecidas por familias pertenecientes a una oligarquía española que poseía medios para comprar amplios territorios con el propósito de explotar el rubro económico más apetecido por ella, la ganadería.

#### Visita del Libertador
La historia de Sutatenza reseña como hecho importante la visita que le hizo el Libertador Simón Bolívar el día 6 de febrero de 1821. Este hecho está registrado en una pequeña placa que se encuentra ubicada en la Casa de la Comunidad.

#### Próceres
Dentro de la historia que se encuentra escrita podemos ver el aporte de Sutatenza en la justa libertadora, donde se menciona el fallecimiento de cuatro de sus hijos, muertos en los campos de batalla buscando la libertad. Estos próceres aunque no degustaron la libertad, sí la ayudaron a gestar.

#### Primeros Alcaldes
Hay memoria de los primeros alcaldes pedáneos de este municipio. Ellos fueron Don Eustaquio Galavis y Don Francisco Gaitán, en 1783.

#### Sutatenza pierde territorio
Una nota que vale la pena tener en cuenta es una que nos habla del municipio de Tibirita, «el pueblo (Tibirita) fue fundado en su segunda oportunidad por Pablo García en 1760, pero algunos afirman que esta fecha fue la de su erección como parroquia. En 1851 se le hizo distrito, segregándolo del cantón de Guateque y Sutatenza.»

#### Incendio de 1915
Sutatenza, después de haberse constituido como municipalidad, ha sufrido grandes incendios, entre los que podemos mencionar el ocurrido en diciembre de 1915, del cual se desconocen las causas aunque, se cree que fue por descuido de sus moradores o como se estaba celebrando la festividad de Navidad, pudo ser causado por las antorchas, juegos pirotécnicos con los que sus gentes acostumbraban festejar la Nochebuena. Las casas eran de paja, chin, adobe y cercas rudimentarias propicias para propagar esta clase de estragos. Como consecuencia de este incendio, hubo escasez de cosechas, miseria, sufrimiento y hambre. En la misma época y para completar la desgracia, aparecieron en la región animales como grillos llamados chapoles, los cuales tenían características especiales en la nuca que parecía la capota de los padres Dominicos, a su paso producían grandes ruidos, destruían y se comían las cosechas. También hubo invasión de moscas, langostas. Como tercero, hubo una gran epidemia de viruela y sarampión. La gente atribuía la aparición de esas plagas y epidemias a una maldición de Dios por haber desterrado a los padres dominicos de la población de Chiquinquirá. Posteriormente sus humildes habitantes reconstruyeron sus casas con enormes sacrificios y construyen casas modernas hechas con adobe y teja de barro.

#### Nace Acción Cultural Popular
En 1947 llega a Sutatenza el recién ordenado padre José Joaquín Salcedo Guarín , quien muy pronto sería el fundador las Escuelas Radiofónicas ( Radio Sutatenza) y su institución de renombre internacional Acción Cultural Popular (ACPO) y que hará que el nombre del municipio sea reconocido en todo el mundo, como pionera en la formación integral del campesino utilizando los medios de comunicación de entonces, como la radio, el periódico, los libros, las cartillas, los disco estudios y finalmente la televisión. Formó a muchos campesinos y campesinas en los Institutos para Líderes y la trascendencia de sus ideas traspasó los límites colombianos al ser seguidas sus ideas por otros países del mundo. Es importante mencionar al padre Antonio José Salcedo como el inspirador de lo que fue la Radio Sutatenza.

#### Incendio de 1967
El 26 de mayo de 1967 Sutatenza nuevamente volvió a sufrir otro incendio de grandes magnitudes, quemándose toda la carrera cuarta. Empezó en la casa de Don Primitivo Alfonso y señora Sacramento Alfonso de Alfonso. Este incendio se originó debido al fluido eléctrico y a la vez al descuido de sus moradores. La población estaba engalanada. Todo era alegría y regocijo pues se esperaba la llegada del Señor Presidente de la República Doctor Carlos Lleras Restrepo, quien iba a inaugurar el majestuoso Monumento a San Isidro Agricultor hecho por el Maestro Luis Alberto Acuña, ubicado en la colona conocida como "La colina inspirada". Las personas que tuvieron listas a contribuir en la amortiguación de las llamas fueron el ejército, alumnos y alumnas de los Institutos de Acción Cultural Popular y toda la comunidad del casco urbano. Este suceso acarreó cierto retroceso en el desarrollo económico del municipio, debido a que la calle afectada era el centro comercial de la localidad y en la misma funcionaban oficinas públicas como el juzgado, la alcaldía, etc. quemándose todos los archivos que contenían gran valor histórico para la población. La reconstrucción se hizo gracias al aporte del presidente Carlos Lleras Restrepo quien ofreció su apoyo moral y económico a los damnificados.

#### Momentos especiales
Al final de los años sesenta no son tan buenos para los habitantes de Sutatenza, que en su gran mayoría son campesinos que dependen totalmente del agro. Pocos años antes sus cultivos sobre todo los de lenteja y haba habían sufrido un aniquilamiento (hubo una “helada”) casi total por unos factores climáticos que no se explicaban entonces (y que incluso alguno que otro tomó como castigo). Por mucho tiempo estos terrenos que se utilizan para dichos cultivos quedaron baldíos y la carencia de buenos abonos o capa vegetal los hizo improductivos, en muchos de los casos. Había falta de un programa de arborización de tal manera que los suelos habían tenido que sufrir directamente el calor fuerte del sol de verano y las tempestades de las lluvias en el invierno. Por la carencia de pastos no se podía tener una ganadería abundante y escasamente se poseía alguna vaca o máximo una yunta de bueyes para labrar la tierra. Los alimentos se cocinaban todos con leña que había que buscarla donde fuera. La escasez de arborización era tal que había que realizar largos recorridos para encontrar donde apropiarse de buena madera o chamizos. No había una entidad que se encargara de una campaña al respecto y esto hacía todo más difícil en la medida en que hasta la fauna escaseaba al no tener donde hacer sus nidos o al menos protegerse de los cazadores.

Los años setenta comenzaron con cierto progreso como lo fue el arreglo de los caminos y la apertura de nuevas vías carreteables, lo cual facilitó mucho la comunicación tanto con las otras veredas como con los municipios cercanos con los cuales se comercializa. Se construye la carretera que va por la parte alta de la vereda de Piedralarga y Ovejeras, saliendo del “Alto de Tenza” para comunicar al alto de las repetidoras de Inravisión como de Telecomunicaciones y la escuela del Sector San José. Enseguida se comenzó la apertura de la carretera central que une la parte urbana de Sutatenza con las veredas de Piedralarga, Ovejeras – Sigüique y Guamo. Hacia los ochenta se abre la vía que, partiendo de tierras de Pedro María Bohórquez, atraviesa el centro de Ovejeras para ir a desembocar en la carretera que lleva a Tenza. La falta de arborización fue tan extrema que en cuanto a la fauna lo único que quedaba eran los conocidos “copetones” y unas cuantas contables “mirlas calentanas” que eran perseguidas por los cazadores con medios rudimentarios del momento. Esto también hizo que los escasos musgos que existían, fueran presa de las manos de los niños y jóvenes que en tiempo de Navidad los arrancaban para llevarlos a los pesebres, dejando al suelo sin esa capa fundamental para mantener la humedad. Por estos años ya se está poniendo en “obra blanca la Represa de Chivor, un embalse que aprovechará las aguas de los diferentes ríos y quebradas del Valle de Tenza para general energía que se interconectará a toda la red nacional. De este trabajo surgió Corpochivor, una entidad que se ha preocupado de concientizar a las gentes de la región sobre la necesidad de la arborización y del cuidado de las tierras. Ha patrocinado campañas diversas y ha servido de ente vigilante en cuanto al cuidado del ecosistema.
A mediados de los setenta , ante las dificultades políticas de la época (Acuerdo de Chicoral) para ejecutar los programas de reforma agraria y con base en el relativo éxito observado en las experiencias piloto de proyectos DRI realizados por el ICA en Cáqueza (Cundinamarca) y Rionegro (Antioquia), el Gobierno decidió incorporar la estrategia DRI como parte sustancial del plan de desarrollo "Para Cerrar la Brecha". El Plan, que hacía énfasis en la existencia de dos Colombias (una, próspera y rica, y otra, postergada y pobre), estableció como prioridades el Plan de Alimentación y Nutrición (PAN) y el Desarrollo Rural Integrado (DRI). Este programa se desarrolló en Sutatenza a partir de 1977 y constituyó la estrategia productiva para modernizar y hacer más eficiente la producción de alimentos en las pequeñas parcelas de economía campesina, especialmente de minifundio. De esta manera, la estrategia DRI comprendió la coordinación de acciones e inversiones de diversa índole para asegurar la integralidad del desarrollo al contemplar aspectos productivos (asistencia técnica y crédito), de mercadeo (comercialización), de infraestructura básica (caminos rurales, electrificación, acueductos) y de servicios sociales (educación y salud). Al finalizar el programa DRI Sutatenza se convirtió un productor de tomate y otros cultivos bajo invernadero, a cada uno de los centros escolares llegaba un camino carreteable, la electrificación rural se intensificó y en cada vivienda campesina se empezó a utilizar nevera, radio y televisión.

## División política
Cada división tiene su propia organización jurídica que es la Junta de Acción Comunal la cual se encarga de los proyectos, realizaciones y evaluaciones, buscando el progreso de la comunidad respectiva de acuerdo a sus necesidades. Las Juntas de Acción Comunal son elegidas democráticamente y constan de los siguientes miembros, Presidente, Vicepresidente, Secretario, Tesorero y dos vocales.
Para su funcionamiento y manejo, Sutatenza está organizada de la siguiente manera,
Parte urbana o centro: La arquitectura central de la parte urbana es colonial. Prácticamente el perímetro urbano de Sutatenza es pequeño, es uno de los municipios más pequeños del Valle de Tenza.
Posee el templo Parroquial, la Casa de la Comunidad (donde se encuentran todas las oficinas de administración del municipio, el parque central, el Instituto Femenino, la cede del CRER (antiguo Instituto Masculino y hoy sede de la Universidad Pedagógica Nacional (Sede Valle de Tenza), la casa donde nació Acción Cultural, antigua casa de la Familia Bulla Quintana, el Hotel “Villa de la Esperanza" (antigua Casa Rectora de Acción Cultural), el Monumento a San Isidro Agricultor, la Plaza Monumental de toros San Isidro, la plaza de mercado, dos escuelas públicas, el obelisco a la educación, la plazoleta de banderas, el Club La Colina, el Vagón que fue restaurante “La Esmeralda”, el Centro de Estudios de Acción Cultural, el Colegio Nacionalizado San Bartolomé, una cancha de baloncesto, el cementerio. Por encontrarse enclavado dentro de la Cordillera Oriental, es lógico que este municipio, en su parte urbana esté en una posición de declive, hasta el punto que algunas de sus calles son de difícil recorrido en vehículo automotor.
El mercado funciona especialmente en gran minoría el día domingo y por lo general cerca al parque central ya que la plaza de mercado está ocupada con otro fin.
Parte rural: Sutatenza está conformada por las veredas de Boquerón, Páramo, Gaque, Guamo, Ovejeras ( Sector Naranjos, Sector San José), Piedralarga, El Salitre , Sigüique e Irzón.
Vereda Boquerón: Se encuentra situada al norte del municipio. Limita con las veredas de Ovejeras, Piedralarga, Páramo, Guamo, Zona Urbana, Gaque y tierras pertenecientes al municipio de Tenza. Cuenta aproximadamente con 116 viviendas y un total de 520 habitantes (dato de 1983), dedicados a las labores agrícolas. Los principales productos son: maíz, papa, arveja, lenteja, garbanzo y otros; frutales como manzano, pero, curubo, etc. Ente los sitios más importantes de esta vereda están la Granja y el Puesto de Monta.
Vereda de Páramo: Es la vereda con el clima más frío del municipio. Se encuentra en la parte noroccidental del municipio. Limita con Boquerón, Gaque y con tierras de los municipios de Guateque, Tibirita, La Capilla y Tenza. Cuenta con los servicios de energía eléctrica y acueducto, cuenta con buenas vías carreteables y sus habitantes son grandes colaboradores en las actividades del municipio. Tiene bastantes fuentes de agua y terrenos utilizados en potreros para el pastoreo del ganado. Está bastante arborizado y ya son muchos los hogares que tienen estufas a gas y utilizan el servicio de teléfono celular y algunos fijos. Existen en esta vereda varias organizaciones como la Junta de Acción Comunal, la Asociación de Padres de Familia y Centros de Oración. Cuenta con un centro de Educación formal.
Vereda de Gaque: Se encuentra al sur-occidente del municipio y es atravesada por la vía alterna al Llano, la cual está pavimentad y en buenas condiciones. Es productora de guayaba, tomate aliño, naranja, plátano, yuca, arracacha y otros. Es atravesada por la Quebrada de Sutatenza y por otras de menor caudal. Limita con las veredas de Páramo, Boquerón, Piedralarga, Salitre, Zona Urbana, tierras del municipio de Guateque y con el río Somondoco. En 1983 poseía un total de 220 viviendas y un total de 1.488 habitantes. Las principales organizaciones son: Junta de Acción Comunal y un centro de salud, también cuenta con un centro educativo.
Vereda de Guamo: Está en el extremo nor - oriental del municipio, limitando con las veredas de Sigüique Boquerón y Ovejeras; por el norte con el municipio de Tenza y por el sur con el río Somondoco (o súnuba). Desde el punto de vista religioso la vereda se encuentra dividida en dos sectores. Uno se llama Irzón, el cual tiene total independencia en cuanto a administración respecta. Produce piña, tomate de aliño, guayaba, mango y yuca. El otro se llama igual que la vereda: Guamo.  Cada sector posee un centro Educativo. De la fuente que estamos recogiendo el dato, para 1983 tenía un total de 780 habitantes, distribuidos en 185 viviendas. Sus habitantes se dedican, además de la agricultura, a las artesanías, tales como canastros fabricados con caña de castilla (o chin), lazos en fique y otros. También es una vereda muy rica en fuentes de agua. Posee algunas organizaciones como Junta de Acción Comunal, Comités de Arborización, Comité DRI, Grupo de Catequistas y Comité de Deportes. Como reliquias cuenta con un monumento a Cristo Rey y otro a Nuestra Señora de Lourdes.
Vereda de Ovejeras: Esta vereda existe desde los puros comienzos de la división política del municipio y se dice que su nombre se debe a la cantidad de ovejas que se tenían en este lugar. Por la historia de nuestros antepasados esto parece ser verdad, ya que muchas de nuestras abuelas se dedicaban a hilar la lana con la cual hacían ruanas y cobijas, muy utilizadas aún en la actualidad y lo demás era vendido para ayuda de la economía casera. Está ubicada en la parte centro – norte del municipio. Limita con las veredas de Boquerón, Piedralarga, Guamo y Sigüique. Según los datos que se reportaron en el año 1983, por el Magisterio de Sutatenza, esta vereda cuenta con 225 viviendas y una población de 1000 habitantes. Como organizaciones los dos sectores tienen cada uno: la Junta de Acción Comunal, Grupo de Catequistas y Salón Capilla. El terreno es muy propio para pastos lo cual facilitaba el pastoreo y al mismo tiempo el cuidado del ganado lanar. Hoy en día son muy pocos los ejemplares que quedan, pero aún podemos decir que hay quien recuerde el nombre de la vereda. Ovejeras, en la segunda mitad de los años 60, del siglo XX, comenzó la construcción de la segunda escuela (la primera estaba en la parte nororiental de la vereda, junto a una capilla donde los feligreses tenían sus celebraciones periódicamente. Ambos sectores gozan de buenas vías (destapadas) de comunicación terrestre. Con la construcción de la nueva Escuela, los habitantes del occidente de la vereda comenzaron a tramitar la división, para una mejor administración y es así como en los años 70 se obtiene la personería jurídica de la Junta de Acción Comunal y desde entonces se cuenta con dos sectores: Sector Naranjos y Sector San José, cada uno independiente en su administración, pero con el mismo nombre de vereda que siempre se ha tenido.
Sector Naranjos: el sector Naranjos está ubicado al oriente del perímetro urbano, a unas dos horas a pie; 6 km aproximadamente. Limita con la vereda de Sigüique, la vereda de Guamo, el Sector de Irzón y el Sector San José.
Sector San José: el sector San José está ubicado a 3,5 km del perímetro urbano y limita: con la Vereda Piedralarga, vereda Sigüique, Sector Naranjos y Sector Irzón. Ente los gestores de esta idea de la división está José Ignacio Peralta, un gran líder que por muchos años estuvo trabajando por la comunidad del Sector y que colaboró grandemente en la realización de muchos proyectos. Siempre se interesó por el progreso del Sector (él vivió siempre en el Sector San José) y procuró estar presente en todos los convites que tuvieran que ver con la Comunidad.
Vereda de Piedra Larga: ubicada en la parte central del municipio. Limita con las veredas de Boquerón, Ovejeras, Sigüique, Gaque y el área urbana. Para el año 1983 tenía 200 viviendas y una población aproximada de 1370 habitantes. Es una de las veredas más extensas y tiene gran variedad de flora y fauna al igual que buena cantidad de cultivos sobre todo caña de azúcar, chirimoyos, guayabos y en la parte baja mangos. Se puede decir que por su relieve inclinado, posee variedad en su clima, desde la parte sur hacia la norte. Es cuna de varias personalidades y sus gentes han sabido aprovechar los recursos que las diversas organizaciones existentes han ido prindando. Entre las instituciones están la Junta de Acción Comunal y un Centro Educativo.
Vereda El Salitre: ubicada en la parte sur oriente del municipio, limitando con las veredas de Piedralarga, Gaque, Sigüique y con el río Somondoco o Súnuba. Su población hacia 1983 era de 550 habitantes. Tuvo por mucho tiempo una parte de la Fábrica de Licores de Boyacá, llegando a ser productora del mejor sabajón que se puede encontrar en el mercado. En su territorio está la escuela anexa de la Normal Valle de tenza. Produce mango, guayaba, piña. Como riqueza natural cuenta con un pozo de sal de gran utilidad para los moradores de la región. De ella sacaron mucho provecho nuestros antepasados. Es atravesada por la vía alterna al llano en su recorrido hacia las juntas y por la carretera que se desprende hacia el municipio de Somondoco. Tiene pocas vías carreteables debido a que le corresponde parte de la montaña más inclinada que tiene el municipio. Posee buenas casas de descanso, por su clima y cercanía al río, al igual que por su posición estratégica para comunicarse por vía terrestre con cualquiera de los municipios cercanos.
Vereda El Sigüique: es también muy extensa, razón por la cual se encuentra dividida, para su administración en tres sectores: Sigüique Centro, Sigüique Árbol y Sigüique Guayabal; cada uno con un centro educativo. El número de viviendas, en 1983 es de 205 y un total de 992 habitantes. Está ubicada en la parte sur oriental del municipio, limitando con las veredas de El Salitre, Piedralarga, Ovejeras, Guamo, el río Somondoco y Río Garagoa. Además parte del embalse de Chivor. Tiene una parte muy inclinada en la montaña que da contra el río y la represa. Igualmente continúa la vía alterna al llano por el límite sur de su territorio. Produce caña de azúcar, mango, guayaba, piña y yuca. Como organizaciones tiene un Comité de Salud, la Junta de Acción Comunal y un Centro de Oración.
Centro de salud: cuenta con un centro de salud que atiende asuntos básicos al respecto abarcando lo que son las jornadas de vacunación y prevención, apoyados por el Hospital San Rafael, Regional, de Guateque. Para la parte rural se hace visita domiciliaria por medio de las promotoras de salud, las cuales atienden igualmente en primeros auxilios, toma de presión arterial, inyectología e higiene.
Bibliotecas: toda escuela y el Colegio Nacionalizado San Bartolomé tienen su pequeña biblioteca en donde realizan sus alumnos las consultas elementales. ; El municipio tiene la “Biblioteca Municipal General Venancio Rueda” que es bastante completa y brinda un servicio bueno con horario al público. Se encuentra bien organizada y con los ficheros respectivos actualizados.
Casa y Salón de La Comunidad: la Casa de la Comunidad es la construcción que sirve como centro de la Administración municipal. Hace tiempo fue construida y ocupa toda una manzana. En ella se encuentran todas las oficinas administrativas, la cárcel municipal, la Oficina de Teléfonos, la Policía Nacional, y un local educativo. Además el salón de la comunicad en el cual se hacen diversos eventos, sobre todo familiares o sociales. 
Organizaciones ecológicas: existen dos organizaciones no gubernamentales ambientales para el cuidado de la ecología y cuentan con el aval de Corpochivor. El “Grupo Ecológico Esperanza Verde” con ubicación en el Colegio Nacionalizado San Bartolomé y la “Asociación Ambiental Quebrada La Laja” ubicado en la Escuela de Sigüique Centro.

## Geografía

### Datos del municipio
Extensión total:41,26 km²
- Población: 4,444 habitantes
- Cabecera: 729 habitantes
- Resto: 3,715 habitantes
- Densidad de población: 111 hab/km²
- Temperatura media: 19 °C.

La geografía de Sutatenza es variada. Está conformada por diferentes paisajes de cordilleras y altiplanicies, climas recursos diversos pues se encuentra incrustado este municipio dentro de la cordillera oriental colombiana, lo cual hace que sus tierras sean montañosas y por tanto quebradas siendo así propias para diversos cultivos.
Sutatenza no cuenta con cerros ni riscos, ni valles o mesetas en especial, pues su terreno, casi todo en ligera pendiente no lo facilita. Sí hay pequeñas planadas (que se pueden encontrar casi en todas las veredas) al igual que algunas pendientes peligrosas (como las que están al borde del río Somondoco).
Es una tierra con gran riqueza organiza lo cual la hace apta para los cultivos y los pastos; propios del clima medio. No posee nevados, lagunas o lugares desérticos.
Está a 1930 metros sobre el nivel del mar, con una temperatura promedio de 20 grados centígrados y una extensión territorial de 38 kilómetros cuadrados.
El clima en esta zona nos marca dos estaciones bien definidas, verano (durante los meses de noviembre a marzo) e invierno (de abril a septiembre/octubre).

### Límites municipales
Sutatenza está delimitada por los siguientes municipios:
| Noroeste: Límite entre Guateque y Tenza                  | Norte: Tenza (Vía Sutatenza-Tenza) | Nordeste: Límite entre Tenza y Garagoa                           |
| Oeste: Guateque                                          |                                    | Este: Garagoa (Río Garagoa)                                      |
| Suroeste: Límite entre Guateque y Somondoco (Río Sunubá) | Sur: Somondoco (Río Sunubá)        | Sureste: Límite entre Somondoco y Garagoa (Embalse la Esmeralda) |

### Ubicación
Sutatenza es un municipio colombiano ubicado al sur occidente del departamento de Boyacá sobre la cordillera oriental, en la vertiente del Río Meta y cuenca del Río Tibaná. 
Por Departamento de Boyacá, "Sutatenza pertenece a la Provincia de Oriente, conformada por los municipios de Guateque, Somondoco, Almeida, Chivor, Tenza, La Capilla, Guayatá y Sutatenza".
Es un municipio intermedio pues por él pasan las vías terrestres que comunican a esta región del Valle de Tenza con los Llanos Orientales por la parte sur de Casanare.
Su posición astronómica es Latitud, 5º - 01' y 40" norte. Longitud, 0º - 38' y 12" oriental, meridiano de Bogotá.

## Hidrografía
Sutatenza cuenta con dos hoyas hidrográficas, la de los ríos Garagoa y Somondoco. Estos ríos van a desembocar al embalse de Chivor (que también limita con este municipio), considerado el más grande del país con capacidad de 62.3 m³/s . La construcción de esta central hidroeléctrica se dividió en dos etapas, cada una con una capacidad generadora de 500.000 kW. La primera fue inaugurada en 1977 y la segunda en 1983. Participaron campesinos de esta región quienes laborando como empleados dieron forma a este macro proyecto; varios hijos de Sutatenza perdieron allí su vida por ser un trabajo de muy alto riesgo. La construcción de la hidroeléctrica de Chivor se inició en el año 1970 a cargo de la Empresa ISA – Interconexión Eléctrica S.A. 
Rio Tibaná: nace cerca de Tunja (Capital del Departamento) y baña al municipio por la parte oriental. Su nombre se debe a la ciudad, capital diocesana de la región ya que pasa por sus terrenos y sirviendo de límite para con los municipios que tienen linderos con ésta.
Rio Somondoco: nace en el Páramo de la Negrecía, entre los municipios de Manta y Chocontá; en la parte sur sirve de límite entre Somondoco y Sutatenza. También se conoce con el nombre de Súnuba. Los dos ríos alimentan la represa de Chivor y luego siguen su recorrido formando un solo río llamado Batá, que recorre las últimas estribaciones de la Cordillera Oriental llevando sus aguas al Río Guavio, en la puerta de los Llanos Orientales.
Quebradas: Quebrada de Sutatenza llamada también Quebrada la Laja o la Granja, Quebrada de Manas, Camacho o La Arepa, Quebrada de Guamo, estas quebradas vierten sus aguas al río Somondoco (a excepción de la de Guamo que las vierte al río Garagoa). 
Sutatenza posee la parte del páramo que en la cual se ubican algunos nacimientos de agua muy buenos, los cuales dan origen a algunas quebradas que atraviesan esta geografía. Muchas de ellas en verano se secan casi totalmente. Igualmente se tienen pequeños manantiales que proveen de agua a los habitantes y sirven de base para acueductos veredales o sectoriales. Sin embargo el municipio tiene escasez de agua, el acueducto para el municipio (parte urbana) se abastece de la Quebrada de La Guaya del municipio de La Capilla.

## Recursos naturales
El municipio de Sutatenza es muy rico en recursos naturales ya que posee muchos recursos a través de los cuales puede mantener una cierta estabilidad y al mismo tiempo brindar a los mercados vecinos. Algunas fuentes de recursos constantes son,
Agricultura:  muy variada debido a la diversa altura en sus laderas y los cambios climáticos, encontrando en las partes de la rivera del Río Somondoco o Súnuba, cultivos de Yuca, Plátano variado, maíz, papa, arveja, fríjol, tomate de aliño, piña, caña de azúcar, árboles frutales como el mango y la naranja. Siguiendo en subida nos encontramos en la parte media con cultivos de papa, haba, lenteja, arveja, maíz, ahuyama, calabaza y otros cultivos de la parte cálida con mayor tardanza en el tiempo de la producción. En la parte del páramo prácticamente encontramos los mismos cultivos, pero con un mayor retraso en cuanto a la producción.
Ganadería: se basa en los minifundios que impiden grandes potreros para el cuido de cantidades mayores de ganado de cualquier especie. El fomento pecuario en este municipio lo realizó la Secretaría de Desarrollo y Agricultura del departamento en el año 1976 con la instalación y puesta en funcionamiento de un puesto de monta para ganado vacuno de las razas pardosuizo,  normando y Holstein además de algunos equinos.
Bovinos: es el más común ya que muchos de los hogares tienen su vaca para cría y abastecimiento de leche, o su yunta de bueyes para arar la tierra. Los bovinos que se tienen son solamente para levante y engorde y son escasos.
Ovinos: las ovejas, en un tiempo fueron abundantes en esta región, tanto que una de las veredas del municipio se llama “Ovejeras”. Pero hoy es una actividad poco manejada por los habitantes de esta región. Ya no se hacen prendas en lana y llevarla al mercado se vende pero muy barata, no es rentable y además la carne de cordero o de oveja se come poco en esta región.
Porcinos: la porcicultura dejaba buenos dividendos económicos pero el precio de los concentrados, el cuidado, las enfermedades que fueron apareciendo, minaron este trabajo disminuyendo la producción. En los diversos hogares se tiene uno o unos pocos cerdos para engordarlos.
Avicultura: municipio avicultor de tiempo atrás con los galpones de Don Marcos Carrillo, luego de Don Marcos Bermúdez y del Sargento Campo Elías Antonio Celis Molina quienes fueron los iniciadores y motivadores para que muchos otros hicieran lo mismo. Acá es necesario nombrar a los ilustres Hijos de Sutatenza de la Vereda El Salitre la familia López Díaz avicultores de renombre nacional hijos de este municipio que se dieron a conocer en esta industria y formaron la avícola Pollos Soberano y lo que es actualmente Aretama.  Se sigue con esta actividad y se comercializa en la actualidad, tanto con pollos, como con gallinas, huevos y la gallinaza que ha resultado un excelente abono para el agro. 
Apicultura: en la región se cultivan las abejas que dan miel de excelente calidad.

## Minería
En minería Sutatenza es pobre. Solamente cuenta con la fuente de agua salada que nace junto al río Somondoco y que da el nombre a una de las veredas (Salitre). De allí en el pasado se sacaba la sal (líquida) para consumo generalmente de los animales, aunque algunos la utilizaban también para consumo humano, hoy algunos la utilizan para el consumo animal.

## Industria
La Industria es muy incipiente. Durante algún tiempo se produjo el Sabajón para la Licorera de Boyacá en la vereda El Salitre. La antigua empresa de Gases del Valle de Tenza tiene su planta en la vereda Gaque y desde allí hace su distribución general. Una de las “industrias” rentables es la de los huevos, por la cantidad de galpones que existen, hay buena producción y se llevan a Bogotá, donde gozan de muy buena aceptación.

## Demografía
Distribución de la población: hacia 1947, es una época memorable para el municipio, cuando comienza el proceso que cambiaría el sistema de educación tradicional colombiano, cuando llegó el Padre José Joaquín Salcedo Guarín a Sutatenza. Este era un municipio que albergaba a ocho mil personas en su mayoría descendientes indígenas, lo que permitía concluir que el nivel de escolaridad presente era muy bajo. Así lo dice la historia, «Hacia 1947 en esta pequeña población de ocho mil almas había venido a quedar la mayor concentración de los antiguos habitantes indígenas de toda la región. Aparentemente esto la convertía en la menos progresista de las doce poblaciones que conforman el Valle de Tenza» (Cfr. Vargas Héctor). Un dato recogido por el Magisterio de Sutatenza, en su Monografía nos presenta una población -para el año 1983- de 8.910 habitantes en todo el territorio en mención (Cfr. Doc. pág. 53)
Para comienzos del tercer milenio (2000) Sutatenza cuenta con una población de 4.908 habitantes, distribuidos de la siguiente manera, Población rural, 4.112; población urbana, 796. Distribuidos por sexos tenemos, 2533 mujeres y 2375 hombres. Distribuidos por edades encontramos, hasta un año en el campo encontramos 74 y en la urbana 14; de 1 a 4 años en la rural 377 y en la urbana 73; de 5 a 14 años tenemos en el campo 109 y en la parte urbana 195. De 60 en adelante hay en la urbana 72 y en la parte rural 370. Como nos damos cuenta, la gran mayoría vive en el campo (aproximadamente el 88%). Para el año 1983 el municipio tiene 1730 casas, 507 en la parte urbana y 1223 en la parte rural.
Alimentación: la base de la alimentación está en los productos agrícolas que combinados con los adquiridos en el mercado, constituyen el menú cotidiano. Sutatenza posee gran variedad de productos agrícolas, fauna y flora, debido a sus diferentes pisos térmicos. En la mañana al levantarse, generalmente se toma un café negro y luego viene el desayuno que consiste en un plato con Changua caliente (agua, papa, carne o huevo, cilantro, calado); una taza de chocolate con algún pan o arepa de maíz ya con queso o cariseca o en lugar del chocolate un café con leche, algunas veces la arepa va acompañada de un huevo frito encima.
En el almuerzo no ha de faltar la papa, arracacha, arveja o frijol, arroz, yuca; también se consume el plátano (especialmente el llamado guineo). Otros alimentos utilizados son ahuyama o tomate aliño, calabaza, haba, garbanzo, lenteja. En el almuerzo puede haber sopa ligera de pasta, papa rayada, arveja en otras.
El plato fuerte para la comida es la sopa especial, hecha ya de harina de maíz con papa, arveja y algún otro producto; es espesa. Si se da seco es casi siempre de lo que ha quedado del almuerzo, que ese hace un calentado y se sirve como acompañante.
Para calmar la sed generalmente se toma el guarapo, elaborado con los siguientes ingredientes, un hongo que fermenta la bebida y que no se debe sacar nunca en su totalidad del barril o chorote donde se bate (este hongo lo llaman supia) pues hay que estar sacando periódicamente algo de él ya que se reproduce fácilmente; el agua, la miel de caña de azúcar en cantidad suficiente y de acuerdo al gusto de la familia. Se sirve en recipientes sacados de la cáscara del fruto del totumo, llamados "totumas".
En cuanto a preparaciones especiales está el pollo asado campesino, con su rico olor y sazón. Para momentos especiales se hacen los famosos tamales de marrano, el ajiaco, el mute y el "chivo" o mostazo.

## Educación

### Acción Cultural Popular "ACPO"
El Padre José Joaquín Salcedo Guarín nacido el 8 de diciembre de 1921 en el municipio de Corrales (Boyacá), hijo de Eva María Guarín Perry y de José Joaquín Salcedo Cújar, fundador de la Escuelas Radiofónicas en el mundo y Acción Cultural Popular (ACPO).
Después consiguió una emisora para onda larga con el fin de llevar al campesino esparcimiento mediante programas de música y doctrina cristiana, complementándolos con ciertas nociones educativas. Ante la buena acogida recibida, Salcedo decidió ampliar y mejorar la emisora y apareció la primera escuela que en Colombia trasmitió instrucción merced a las ondas hertzianas, cuya licencia de funcionamiento le fue expedida en 1948.
Nacieron así las Escuelas Radiofónicas, germen de Acción Cultural Popular (ACPO), programa dirigido a mejorar la vida del campesino mediante la capacitación en cinco frentes: salud, alfabeto, número, economía y trabajo y espiritualidad, sin apartarlo de su parcela e incrementando sus conocimientos y prácticas de agricultura y ganadería. Como complemento de los mensajes radiales se imprimieron láminas, cartillas, periódicos, libros sobre asuntos campesinos, se contrataron profesores, técnicos agrícolas y visitadores, se adquirieron vehículos, se construyeron edificios y se levantaron granjas e institutos : dos en Sutatenza y uno en Caldas (Antioquia), que iniciaron labores en 1954 y donde se dictaron cursos para formación de dirigentes y líderes campesinos así como supervisores, todo ello orientado a propiciar la educación fundamental integral. Con el tiempo amplió su radio de acción y se usaron otros medios masivos de comunicación social, hasta la televisión. Se editó, a partir del 29 de junio de 1958, el semanario guía El Campesino. En 1949, la pequeña emisora pudo elevar la potencia del transmisor a un kilovatio para organizar Escuelas Radiofónicas. Inicialmente se vendieron radios de pila o batería adquiridos a la firma General Electric, con lo que se generó la "fiebre de la radio" en el campo. Solamente sintonizaban, en ondas medias y cortas, la emisora Sutatenza. Rápidamente amplió su cobertura a más de la mitad de las parroquias rurales del país. En 1955 sumaba 14.500 receptores, y para mediados de ese año se esperaba llegar a tener 30.000; había logrado la alfabetización de 30.000 adultos en 9.000 escuelas radiofónicas, escuelas-hogares y escuelas-cuarteles; se esperaba una cobertura mayor con la compra a la Philips de 30.000 radios más. El presidente Mariano Ospina Pérez inauguró las Escuelas Radiofónicas con una alocución. Fue fundamental el apoyo recibido por el gobierno de Gustavo Rojas Pinilla, respaldo que continuó durante el Frente Nacional (Colombia) y que cesó cuando Sutatenza compitió con las emisoras comerciales. Ante la suspensión de los contratos con el gobierno y la supresión de auxilios extranjeros, la actividad de ACPO tuvo que ser disminuida y luego interrumpida. EN 1989 Caracol compró los equipos de radio y parte de las edificaciones. 
Las autoridades eclesiásticas acogieron y apoyaron inicialmente el programa de ACPO, el cardenal Crisanto Luque Sánchez fue cofundador y muchos obispos y párrocos fueron poderosos impulsores. La UNESCO, gobiernos, incluida la Santa Sede, y agencias extranjeras también prestaron su concurso para la consolidación de ACPO. Todo ello hizo que el programa fuera observado, acogido y ensayado en 24 naciones de cuatro continentes.
En 1960, Sutatenza inauguró un transmisor de 50 kW y en 1968 con la presencia del Papa Paulo VI, en el campo de San José en Mosquera se amplió su potencia de 98 a 580 kW . Para 1978 la cadena de emisoras (Bogotá, Barranquilla, Cali, Medellín y Magangué) tenía una potencia de 600 kW, la más grande que se haya dedicado en América a la educación rural. La de mayor poder fue la de Bogotá, con 250 kW y 19 horas diarias de programación. En los institutos se habían capacitado 13.900 jóvenes que eran promotores y multiplicadores de los planes y políticas de ACPO. Uno de los programas de mayor sintonía fue Charlas con la familia, del presbítero Roberto Mora Mora y otros del padre José Ramón Sabogal como Campañas y Mis viejos queridos y Salud Amigos con la dirección del médico Luis Alejandro Salas.
A lo largo de su historia, ACPO se mantuvo fija en sus objetivos, pero cambió sus metodologías y sistemas de acuerdo con los tiempos y las necesidades del país y del campesino; por ejemplo, en la década del sesenta se vinculó a la creación y desarrollo de la Acción Comunal e igual actitud tuvo con la Reforma Agraria y trabajó estrechamente con los Cuerpos de Paz. Las cartillas, de distribución gratuita (Básica, Hablemos bien, Cuentas claras, Nuestro bienestar, Suelo productivo, Comunidad cristiana), eran ajustadas cada cinco años, aproximadamente.

En la actualidad el sistema educativo y formativo de Sutatenza se lleva a cabo por medio de las siguientes instituciones:
- Institución Educativa Básica "Naranjos":
- Institución Educativa San Bartolomé:
- Universidad Pedagógica Nacional "Centro Regional Valle de Tenza":

### Universidad Pedagógica Nacional "Centro Regional Valle de Tenza"
El Centro Valle de Tenza constituye una propuesta de educación, que parte de la comprensión de las características educativas, culturales, sociales y políticas de las regiones. Desde esta perspectiva se ha desarrollado este proyecto en Sutatenza.
El propósito principal es lograr la inclusión de los jóvenes de Sutatenza y del Valle de Tenza a la educación superior, a través de la formación de maestros en contexto. Se busca aportar a una educación que potencie sus capacidades, su sentido de pertenencia y liderazgo, orientando acciones que contribuyan a la cualificación de los procesos educativos, políticos y culturales, mediante los cuales se pueda contribuir a la permanencia de los jóvenes en la región.
Los siguientes son sus programas académicos : Licenciatura en Biología, Licenciatura en Educación Infantil y Licenciatura en Educación Física Deporte y Recreación

## Cultura

### Celebraciones Tradicionales
Sutatenza tiene sus Ferias y Fiestas generalmente al final el año. Se organizan diversos eventos en los cuales pueden participar tanto los propios como los turistas que por estos días invaden esta hermosa región colombiana. Sus calles se llenan de algarabía y salen a relucir los toldos o puestos de ventas de cerveza, aguardiente, ponchos, sombreros fiesteros, carne a la llanera, tamales, pan de maíz, copos de nieve, mazorca asada, y muchos otros productos que hacen y deshacen. Y como centro de las fiestas, las corridas de toros que se organizan para cada día donde se busca combinar la destreza de los toreros profesionales con las bromas y malabarismo de alguna comparsa taurina. Las cabalgatas y los concursos igualmente no han de faltar, donde muchos de los asistentes participan con la oportunidad de ganarse algún trofeo. En la noche del 31 de diciembre era famosa la “Fiesta del Globo” donde entraban a concursar globos de las más variadas formas y tamaños. Esa misma noche se tenía cine al aire libre en la Plazoleta de Banderas, la misa de Gallo y los juegos pirotécnicos que iluminaban el nacer del nuevo año y donde los “polvoreros” hacían arte de su trabajo. Al fondo siempre se tenía la Banda de música de Acción Cultural Popular, amenizando con sus melodías estos momentos de esparcimiento. A estas fiestas se les ha llamado “Las Fiestas de la Cosecha” ya que durante el desarrollo de las mismas, los campesinos organizan sus carrozas para desfilas por las calles del pueblo y así concursar en este magno evento. 

#### Celebraciones Religiosas
Son días en los cuales se conmemoran hechos religiosos y se rinde culto a Dios, estas celebraciones religiosas se conmemoran con gran respeto, solemnidad y participación de la feligresía. En Sutatenza, además de las fiestas religiosas que figuran en el calendario, se celebran las siguientes,
Fiesta de San Bartolomé: patrono de Sutatenza. Para esta fiesta Patronal generalmente se realizan, las llamadas “Fiestas de mitaca” en las cuales se llevan a cabo diversas actividades, como toreo y mini feria exposición, acompañado de orquestas y muestras culturales de la región. A partir del año 2005 estas fiestas se volvieron noticia nacional al entrar en tema el “Concurso del Gallo Campesino” que consiste en hacer concursar los gallos de corral que tienen los campesinos y de los cuales uno será el ganador por su peso, tamaño y preciosidad.
Fiesta de San Isidro Agricultor: el municipio celebra su fiesta a San Isidro (Patrono de los Agricultores) a finales del mes de noviembre o comienzos del mes de diciembre, que es cuando las cosechas se están recogiendo. Este tiempo se aprovechaba para que el diezmero (persona que concertaba con el Cura Párroco para recoger el diezmo) pasara por todas las veredas, visitando hogar por hogar, para que le dieran, a voluntad, lo que cada familia o persona creyera como su “diezmo del año para Dios.” Esta costumbre duró mucho tiempo y servía para recordarles a todos su deber religioso, de una tradición (la del diezmo) que se remonta al Antiguo Testamento, cuando el pueblo de Israel se ubica en la Tierra Prometida. Hoy en día se recoge, en dinero en efectivo, en la misma casa cural. En su honor se levantó el Monumento, esculpido por el Maestro Luis Alberto Acuña e inaugurado en el año de 1967.
Fiesta de La Inmaculada: es una fiesta muy especial, por lo general en este día muchos de los niños celebran su Primera Comunión como un acto de entrega inmaculada al Señor por medio de la Virgen María. Por lo general se hace procesión por las principales calles del municipio y los feligreses van acompañando con oraciones y cantos a la imagen de María Santísima que para la ocasión es arreglada majestuosamente.

#### Celebraciones Cívicas
Son las que sirven para despertar y mantener en las gentes los sentimientos de solidaridad humana dentro del panorama municipal, departamental y nacional.
Día del Panamericanismo; se celebra el 14 de abril y tiene como finalidad la búsqueda de la unión continental aplicando el pensamiento de Simón Bolívar, “Hagamos que el amor ligue con un lazo universal a los hijos del Hemisferio de Colón y se lleven a las fronteras a emplearlos contra quienes únicamente son injustos, a saber, contra los tiranos. Yo soy de sentir que mientras no centralicemos nuestros gobiernos americanos, los enemigos tendrán las más completas ventajas”.
Día del Idioma: se celebra el 23 de abril en honor al padre del idioma Don Miguel de Cervantes Saavedra, al igual que a otros dos grandes exponentes de la lengua Castellana como Miguel Antonio Caro y Rufino José Cuervo.
'Exaltación a Pablo Zamora: se hace el 29 de abril en homenaje de exaltación a la obra realizada por el eminente educador Sutatenzano, fundador de la Normal Valle de Tenza,  autor y compositor del himno de la Normal Valle de Tenza.
Día del Trabajo: el primero de mayo se rinde homenaje al trabajador especialmente al campesino. En el municipio se celebra en el mes de junio.
Día de la Madre: se celebra el segundo domingo de mayo y dedicado especialmente en honor de ellas, como reconocimiento a sus desvelos y sacrificios.
Día del Educador: el 15 de mayo se rinde homenaje al Maestro o Maestra, gran promotor de progreso en el municipio ya que la Educación es el primer factor de bienestar social en los pueblos.
Día de la Juventud: se celebra el 9 de junio en cada uno de los centros educativos. Se festejan a los educandos con un programa especial, resaltando sus valores.
Hábitos y tradiciones:  comparsas de Navidad, La Virgen, San José, Los Reyes Magos y los Pastores, los Matachines. La Semana Santa. Matrimonios, “Pedida de Mano” Fiesta de Boda. “Culto a los Muertos”, Adultos y Niños. “El Guardado” de las Comidas.

#### Mitos y Leyendas
Los mitos y leyendas que han pasado de generación en generación y se cuentan actualmente son, El Cucacuy, El hueso de la buena suerte, Cargando a los vivos, El Mohán o Mohanes, El Currucú, Las Brujas, Contrato con el diablo para conseguir dinero y la leyenda del Templo de Sutatenza en el cual su gente cuenta que el templo de Sutatenza, está construido sobre una laguna y una viga de oro que atraviesa todo su territorio. Esta va desde el cerro de Somondoco pasando por el templo hasta el Alto de los Hoyos.
El Cucacuy: este personaje entraba en altas horas de la noche a las habitaciones, en donde encontraba mujeres doncellas solas. Montaba sobre una macana para transportarse de un lugar a otro; en la mano derecha y en el dedo pulgar tenía una uña larga con un orificio por donde silbaba, si se oía lejos, esto significaba estar cerca, pero si se oía cerca estaba muy lejos.  Era un verdadero hombre que tenía pacto con el diablo, andaba desnudo y sus sitios predilectos eran las enramadas donde molían caña de azúcar.
El hueso de la buena suerte: los diablos citaban a un lugar solitario a los que querían adquirir el hueso. Los días predilectos eran: viernes y martes a las doce de la noche; llevando consigo una olla, un gato negro y leña. Allí hacían una hoguera, dentro de la olla echaban el gato vivo, agua, ruda de castilla y la tapaban bien, colocándola sobre la hoguera hasta cocinar el gato; una vez cocido este, se bajaba la olla sacando hueso por hueso pronunciando las siguientes palabras: «éste será; éste será», hasta que uno de los huesos contestara: «Yo soy». La persona cogía el hueso y salía corriendo sin voltear a mirar, de lo contrario el diablo se lo llevaría. Quienes lograran obtener este hueso tendrían en la vida mucha suerte y dinero.
Cargando a los vivos: las personas que estuvieran en pecado mortal, los diablos las cargaban en barbacoas o guandos en altas horas de la noche; éstos a su vez se lo botaban al suelo a cualquier persona que se encontrase; ésta debía cogerlo a fuete o quemarle la mejilla izquierda para que dijera el nombre; le daban bastante dinero al que lo descubriera, pero con la condición de no contarle a nadie.
El Mohán: se dice que son personajes de estatura pequeña que viven dentro de la tierra cerca de lagunas, ríos y quebradas. Los sitios habitados por ellos son encantados debido a sus tesoros. Cuando éstos se trasladan de un sitio a otro, lo hacen por medio de ríos y quebradas, acompañados de animales, tesoros, familia e instrumentos musicales, produciéndose a su paso algunos fenómenos como derrumbes, truenos, relámpagos, lluvias y fuertes crecientes de agua.
El Currucú: antiguamente las gentes tenían la creencia que cuando el currucú cantaba después de las nueve de la noche, los viernes o los martes, tres veces seguidas, se moría el papá del que lo oía; si cantaba una vez se acercaba una epidemia a la familia que lo oía y si su canto era prolongado venía un ser ausente. Aún sus moradores creen que el canto de este animal sobre la casa, significa muerte.
Las brujas: las brujas son mujeres, que se transforman en lechuzas y vuelan en la noche sobre los tejados de las casas produciendo grandes chillidos; atacan a las personas cuando están dormidas dejándoles en el cuerpo algunos moretones, cuando son enemigos. Para cogerlas, les regaban bastantes pepas de mostaza, en las eras donde trillaban el fríjol y la lenteja, con el fin de encerrarlas entre chiguas de cabuya y llevarlas a los ríos, charcos y aljibes para exterminarlas y evitar maleficios.
Contrato con los diblos para conseguir dinero: era un contrato que hacía un ciudadano con el diablo el cual debía firmarlo con sangre del dedo del corazón de la mano derecha y poner como fiador a su esposa quien tenía que hacer lo mismo. Debían someterse a las siguientes pruebas: Primero, ir a las doce de la noche un día (martes o viernes) a un sitio oscuro y montañoso donde debía enfrentarse a una serpiente y defenderse tan solo con una rama de ruda de castilla sin evocar a ningún santo; pronunciando palabras vulgares y groseras. Si llegaba a evocar a algún santo, este era mordido por la serpiente y cogido a golpes por los diablos. La segunda prueba consistía en apagar un montón de leña en fuego con la misma rama de ruda en el término de tres minutos, invocando a los diablos y pronunciando blasfemias contra lozanitos. De lo contrario sufría el castigo anterior. En la tercera prueba se enfrentaba a un gran número de fantasmas que lo atacaban enfurecidamente, defendiéndose este con la rama de ruda de las primeras pruebas. Si el diablo aprobaba estas pruebas quedaba firmado el contrato por el término de 7 años durante los cuales el contratista recibía dinero en grandes cantidades que lo podía utilizar para borracheras y compra de tierras. En este lapso del contrato no podía ir a misa, ni confesarse. Si el contratista fiador, llegaba a morir antes de los 7 años, se iban para el infierno hasta la quinta generación. Pero si pasado este tiempo no moría el deudor ni el fiador, se podían arrepentir, confesarse y volver a ser verdaderos cristianos.

## Artesanías
Las artesanías son algo que forma parte vital de la cultura del Valle de Tenza y por tanto del municipio. Se tenía la lana, la cabuya con las cuales se hacían alpargatas, capellada, ruanas, cobijas, mochilas, etc. los antepasados aprovechaban el “tiempo libre” ocupándose en este tipo de actividades.
Chín o caña brava: se utiliza para elaborar canastos y adornos que son comercializados y van a recorrer el mundo con su colorido y belleza. Muchos de los hogares se sostienen con este estilo de trabajo, aunque los precios de los intermediarios son muy bajos haciendo que no sea algo rentable.
Cotizas y/o alpargatas, A través de la historia las amas de casa han dedicado su tiempo a trabajar en la hechura de cotiza que es el calzado popular de estos pueblos. Inicialmente se elaboraron las alpargatas hechas en fique y un tejido fino, al cual se le acondicionan unos cordones negros largos y gruesos. Algunos se dedican a pegar la capellada “capellá” pero en tela que algunos particulares les dan para luego armar las cotizas.
Miel de caña: en una primera modernización del Valle de Tenza se trajeron de España algunos trapiches para moler la caña de azúcar. Los antiguos eran accionados por bueyes o caballos, los actuales son movidos por motores eléctricos o diésel. No se produce panela ni azúcar como sería lo normal, la miel producida se utiliza en el hogar para el guarapo y si llega a haber sobreproducción se comercializa o se intercambia por otro producto en el mismo campo. Cada finca tiene su terreno cultivado con caña de azúcar y proporcional a la cantidad que de miel que se consumirá domésticamente.
Arepa: en la antigüedad era común que cada hogar hiciera sus arepas ya con queso si había la posibilidad económica, o sin él “cariseca”. Era común encontrar también en cada casa la “piedra de moler”, la primera piedra era grande, aproximadamente 7 x 5 dm la cual servía de base colocada en el suelo, Se le pulía un poco por encima para que quedara hundida para sostener el maíz y luego la masa. La otra piedra era más pequeña 3 x 2 o 1,5 dm en forma ovalada. El maíz se iba colocando sobre la piedra grande y con la pequeña se trituraba varias veces hasta dejarlo harina. Luego con esa harina revuelta con suero de cuajada o agua y sal, se amasaban las arepas y se colocaban en la laja, igualmente de piedra, que está sobre el fogón encendido y en la cual se asa hasta quedar lista para el consumo. Después llegaron los molinos manuales y esto facilitó mucho más la molienda, hoy se recurre a molinos eléctricos que en poco tiempo muelen grandes cantidades. El pan de maíz es otro derivado y lleva agregados otros ingredientes, queso “cuajada” manteca o mantequilla, sal, azúcar y una pizca de levadura. Se moja la harina ya con el propio queso y la mantequilla, ayudados por con leche o suero salido del queso, se amasa el pan y se coloca sobre latas medianas previamente untadas con manteca para que el pan durante la cocción no se pegue. Previamente se ha encendido el horno apropiado (trabaja con leña, para que le dé el sabor característico al pan) que se calienta al máximo; luego se barre y una vez a punto se comienza a introducir las latas. De allí saldrá el delicioso pan ya para consumo casero o el comercio.
Alfarería:  el municipio no ha sido gran productor de la alfarería a pesar de ser sus productos muy utilizados.

## Turismo

### Sitios de interés
Sutatenza tiene lugares dignos de ser visitados, sitios tanto naturales como los hechos por quienes aquí han hecho historia con su imaginación. 
Monumento a San Isidro Labrador:  en su interior reposan los restos de Monseñor José Joaquín Salcedo, Fundador de las Escuelas Radiofónicas. Elaborado por el Maestro Luis Alberto Acuña para conmemorar a San Isidro Labrador. Encargado e inaugurado por Acción Cultural Popular el 27 de mayo de 1967. En su interior reposan los restos de Monseñor José Joaquín Salcedo, Fundador de las Escuelas Radiofónicas.  
Institutos Femenino y Masculino: edificios de cinco pisos construidos por Acción Cultural Popular para la formación integral de los líderes y dirigentes de las comunidades campesinas. Fueron administrados estos institutos por los Hermanos Cristianos de La Salle (Instituto Masculino) y por las Hermanas de San Antonio (Instituto Femenino). 
Primera Casa de las Escuelas Radiofónicas: “por efecto de filtraciones de agua y por carencia de cimientos adecuados, la parte de la casa cural, contigua a la excavación para las bases del teatro cultura, se derrumbó a la una de la mañana del martes 23 de diciembre (de 1947); en ese sector se hallaba la habitación del Padre Salcedo en la cual estaba un acompañante y los equipos de radioaficionado, la máquina para cine y todos sus elementos personales. Ese día tuvo que alojarse en la casa del señor Eliseo Bernal. El 25 de diciembre (dos días después) el padre Salcedo se trasladó a la casa de don Ramón Bulla y su señora Emma Quintana. Hoy se denomina la «primera casa para las escuelas radiofónicas del mundo». El alquiler de tres habitaciones y la alimentación costaba $ 30, pesos mensuales; el sueldo del padre como vicario era de $ 35.  
La habitación con puerta a la plaza principal del pueblo se convirtió en sala de recibo, centro de transmisión, recepción, biblioteca y lugar de trabajo. El escritorio en el que se llevaba el control de ingresos y egresos de la obra, con libros de cuentas especiales y una clara separación física y contable de los dineros y los muebles de alcoba fueron también construidos por el maestro Aurelio Molina Bueno, bastión de una de las familias sobresalientes del municipio. La otra habitación se constituyó en comedor y taller donde se preparaban los programas de radio para ser transmitidos por la naciente Emisora Cultural del Valle de Tenza. Allí se guardaba también la máquina cinematográfica «Natco» cuyo amplificador servía para informar a la población, dedicar piezas musicales a ciertas personas e informar de los nombres de quienes recibían medallas de mérito por contribuciones importantes. La tercera habitación era el dormitorio, lugar de oración y sitio para guardar efectos personales”. (Tomado del plegable “Sutatenza, pionera de la teleducación no formal. 1947)
Centro de Estudios: este lugar está construido en terrenos donde antes estaba la Escuela para niñas del municipio de Sutatenza, y también donde estaba ubicada la planta de energía eléctrica de Acción Cultural y los transmisores de Radio Sutatenza. Aquí funcionó por los años 80 la granja para los alumnos de los institutos. Es una construcción de los años 80. Consta de salones y un gran teatro auditorio con facilidad tanto para la dramatización, como para la proyección de cine. Además llegó a contar con equipos sofisticados de grabación para radio y televisión hasta cuando fue cerrando sus labores Acción Cultural Popular ACPO.  
Rio Somondoco: pasa por el sur del municipio haciendo de límite con el municipio de Somondoco y sirve de cauce para el embalse de Chivor. Es un río que en verano es un escenario de tranquilidad, sin embargo en temporada invernal es muy caudaloso. A lo largo de su recorrido por los límites con el municipio presenta algunos lugares en los cuales forma pequeños pozos que son aprovechados para bañarse. 
Alto de Piedralarga: en límites con la vereda de Ovejeras, Sector San José, por la parte de la carretera que atraviesa por el centro del sector y junto al sitio llamado “de las imágenes” (a 3,5 km del perímetro urbano) está la piedra. Es una especie de cordillera que se levanta de la parte sur hacia el norte, en este sitio culmina un elevamiento de unos diez metros por la parte del peñasco, formando la misma piedra una especie de cabeza de buey o de oveja, es un hermoso mirador, desde donde se observan los municipios de Sutatenza, Guateque, Guayatá, Somondoco y Macanal, además del extenso Valle de Tenza.

## Transporte
Comunicaciones Terrestres: se cuenta con carreteras a partir del nacimiento de Acción Cultural Popular ya que se tenía una vía transitable pero no apta para vehículos de motor. Con el gobierno presidencial de Enrique Olaya Herrera se inaugura la vía desde el Sisga hasta su ciudad natal, el municipio de Guateque, a mediados de los años 30 del siglo XX. La vía principal desde Bogotá es: Sisga, Machetá, Guateque, Sutatenza.
Luego la vía entre Guateque y Sutatenza se continúa hacia Tenza y Garagoa. Igualmente se prolonga la carretera que va para Santa María, San Luís de Gaceno y Villavicencio. 
Dista de Tunja, Capital del Departamento de Boyacá, 135 kilómetros por la vía Tunja-Sisga-Guateque-Sutatenza; y de Bogotá, a 150 km de distancia. Por el oriente, Sutatenza a Garagoa 16 km, a Tenza 20 km y a La Capilla 24 km
Por el sur, Sutatenza a Guayatá 12 km y a Somondoco 25 km
Por el norte, Sutatenza a Tibirita 10 km
Entre 1970 y 1975 se abrieron las vías entre el alto de Tenza y la Escuela de Ovejeras (hoy Escuela del Sector San José) y la vía que sale del perímetro urbano y por el centro de la vereda de Piedralarga, para pasar junto a la escuela de la misma vereda e ir llega a la Escuela de la vereda de Guamo. A comienzo de los 80 se abre una nueva vía de predios de Pedro María Bohórquez pasando por la mitad de la Vereda de Ovejeras para unir en la Escuela del Sector Naranjos de Ovejeras con la vía inicial que terminaba en Guamo,  se prolongó hasta la carretera que pasa para el municipio de Tenza. Por la misma época se abrió la carretera que lleva a la Escuela del Páramo.
Pronto las veredas se llenan de vías con acceso vehicular y de este modo todo se irá haciendo más fácil para la comercialización de los productos e igualmente para la salida y entrada de sus habitantes. Pronto los caminos reales han desaparecido y los pocos que queden se utilizarán para unir los hogares con las vías de acceso que conducen a la ciudad.
Caminos “Reales”: “la cercanía entre Sutatenza y Guateque (capital de la provincia) que es de 3 kilómetros de distancia, impidió establecer una cooperación donde prevaleciera el desarrollo; entre estas dos poblaciones existía un camino empedrado y angosto que no facilitaba el acceso de los pocos vehículos que transitaban en la región. Únicamente llegaban a Sutatenza carruajes halados por yuntas de bueyes y ‘rastras’ que era el sistema de transporte que consistía en la construcción de una ‘cama’ (o rastra) hecha por la unión de varas las cuales estaban sujetas a dos vigas. En el momento actual quedan pocos caminos o pedazos de los antiguos caminos reales debido a que han sido sustituidos por caminos carreteables.
Caminos De Herradura: a diferencia de los “caminos reales” los caminos de herradura son abundantes debido a lo inclinado y quebrado del terreno. Por ellos solamente pueden transitar animales sin ninguna tracción ya que lo angosto de los mismos caminos, impide una rastra u otro vehículo. Para esto a los animales, especialmente animales caballares, se les coloca una enjalma sobre los lomos para colocar sobre ella las cargas que se necesitan transportar.